# Lake Innes
Der Lake Innes ist ein See in der Region Southland auf der Südinsel von Neuseeland.

## Geographie
Der Lake Innes gehört mit zu den südlichsten Seen des Fiordland National Park und befindet sich am südwestlichen Ende der Südinsel, zwischen Lake Hakapoua im Westen und Lake Poteriteri im Osten. Der längliche, in Nordnordwest-Südsüdost-Richtung ausgerichtete See, besitzt eine Flächenausdehnung von rund 83 Hektar, erstreckt sich über eine Länge von rund 1,73 km und misst an seiner breitesten Stelle rund 650 m. Die Uferlinie umfasst eine Länge von 4,13 km.
Eingefasst ist der See beidseitig von bis zu 398 m hohen Bergen im Westen und bis zu 445 m hohen Bergen im Osten. Gespeist wird der See vom Aan River, der am südlichen Ende auch für seine Entwässerung sorgt.
Administrativ zählt der See zum Southland District.